# Monumento a Velasco Ibarra
El Monumento a José María Velasco Ibarra es una escultura que evoca a la memoria del expresidente José María Velasco Ibarra en Guayaquil, Ecuador. El monumento fue realizado por el escultor guayaquileño Luis Gómez Albán.

## Descripción
El monumento está erigido sobre una base de cemento, y mide en total 5,28 metros de alto. Es una representación de Velasco Ibarra en una posición erguida mientras pronuncia un discurso, manteniendo su brazo derecho en alto.
Se ubica en la ciudadela Bellavista, al inicio de la calle José María Velasco Ibarra, eje central de la misma, a pocos metros de su intersección con la Avenida Barcelona.

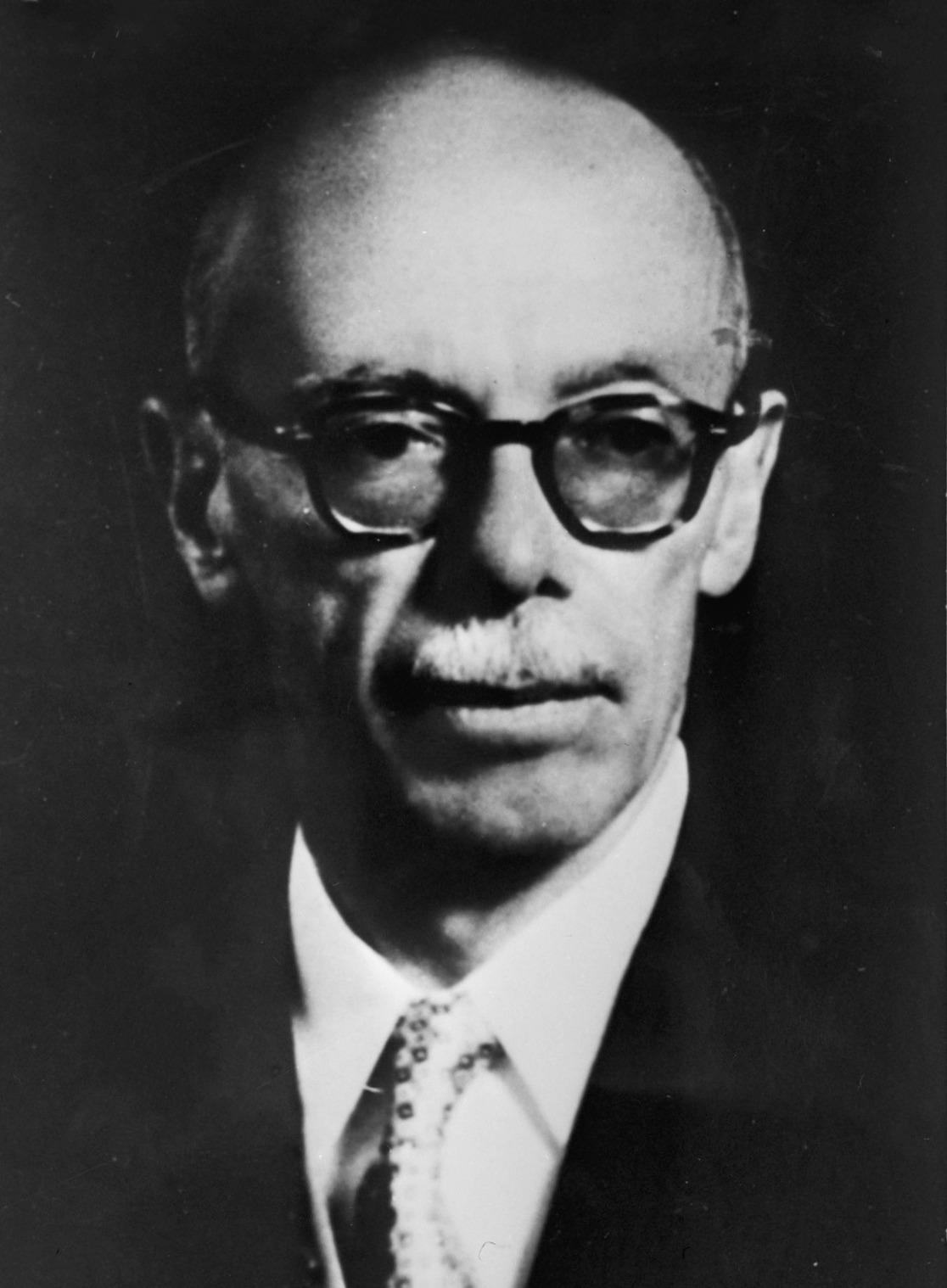
José María Velasco Ibarra, presidente de Ecuador